# Epipagis bistigmalis
Epipagis bistigmalis là một loài bướm đêm trong họ Crambidae.